# جيت سيت راديو
جيت سيت راديو (بالإنجليزية: Jet Set Radio؛ باليابانية:ジェットセットラジオ) وهي لعبة فيديو من أنتاج سيجا وبرمجه لعبة سمايل بيت على الجهاز دريم كاست في عام 2000, لعبة عبارة عن شباب يابانيين مشاغبون في مدينة طوكيو يرسمون على الجدران (يسمى بـجرافيتي) .

## روابط خارجية
- جيت سيت راديو على موقع IMDb (الإنجليزية)
- جيت سيت راديو على موقع ميوزك برينز (الإنجليزية)
- جيت سيت راديو على موقع ميوزك برينز (الإنجليزية)